# 罗伯特·哈蒙德
罗伯特·哈蒙德（英語：Robert Hammond，1981年5月6日—），澳大利亚前男子曲棍球运动员。他曾代表澳大利亚国家队参加2004年和2008年夏季奥林匹克运动会曲棍球比赛，获得一枚金牌和一枚铜牌。